# Super Bowl XXIII
Der Super Bowl XXIII war der 23. Super Bowl, das Endspiel der Saison 1988 der National Football League (NFL). Am 22. Januar 1989 gewannen die San Francisco 49ers zum dritten Mal nach Super Bowl XVI und Super Bowl XIX die Vince Lombardi Trophy. Für die Cincinnati Bengals war es die zweite Teilnahme (Super Bowl XVI) an einem Super Bowl. Der Wide Receiver der 49ers, Jerry Rice, wurde zum Super Bowl MVP gewählt.

## Super-Bowl-XXIII-Hintergründe
Die San Francisco 49ers beendeten mit einer Bilanz von 10:6 die Regular Season als Meister der NFC West. Als zweitplatzierte Mannschaft der National Football Conference (NFC) qualifizierten sie sich direkt für die zweite Runde der Play-offs. In dieser konnten sie die Minnesota Vikings mit 34:9 schlagen. Im NFC Championship Game wurden die Chicago Bears mit 28:3 in Chicago geschlagen.
Die Cincinnati Bengals qualifizierten sich mit einer Bilanz von 12:4 als beste Mannschaft der American Football Conference (AFC) für die Play-offs. Mit Siegen über die Seattle Seahawks und die Buffalo Bills erreichten die Bengals den Super Bowl XXIII, der im Joe Robbie Stadium in Miami ausgetragen wurde.

## Scoring
- 1st Quarter
  - San Francisco - Fieldgoal: Mike Cofer 41 Yards: 3:0
- 2nd Quarter
  - Cincinnati - Fieldgoal: Jim Breech 34 Yards: 3:3
- 3rd Quarter
  - Cincinnati - Fieldgoal: Jim Breech 43 Yards: 3:6
  - San Francisco - Fieldgoal: Mike Cofer 32 Yards: 6:6
  - Cincinnati - Touchdown: Stanford Jennings 93 Yard Kickoff Return (Jim Breech Kick): 6:13
- 4th Quarter
  - San Francisco - Touchdown: Jerry Rice 14 Yard Pass von Joe Montana (Mike Cofer Kick): 13:13
  - Cincinnati - Fieldgoal: Jim Breech 40 Yards: 13:16
  - San Francisco - Touchdown: John Taylor 10 Yard Pass von Joe Montana (Mike Cofer Kick): 20:16

## Spielverlauf

### Erste Halbzeit
Die erste Halbzeit war geprägt von der guten Defensivarbeit beider Mannschaften. In den ersten beiden Vierteln wurde jeweils nur ein Field Goal erzielt. Die Mannschaften gingen mit einem 3:3-Unentschieden in die Halbzeitpause.

### Zweite Halbzeit
Auch im dritten Viertel wurde erst nur durch die Kicker gepunktet. Beide Mannschaften erzielten je ein Fieldgoal, bevor die Bengals durch einen Kickoff-Return ein Touchdown gelang. Im letzten Viertel konnte der spätere Super Bowl MVP, Jerry Rice, zweimal die Pässe von Joe Montana fangen und so den ersten Touchdown für die 49ers verbuchen. Die Bengals konnten durch ein weiteres Field Goal erneut in Führung gehen. Nach dem Kickoff der Bengals mussten die 49ers ihren Angriff rund drei Minuten vor dem Spielende an der eigenen 8-Yard-Linie starten. Den Spielern um Joe Montana gelang es, die 92 Yards in elf Spielzügen zu überwinden und einen Touchdown zu erzielen. Nach dem Extrapunkt durch den Kicker war das Spiel zugunsten der 49ers entschieden.